# Galatasaray Istanbul/Saison 2003/04
Die Saison 2003/04 von Galatasaray Istanbul war die 96. Saison in der Vereinsgeschichte und die 46. Saison in der türkischen Liga, der Süper Lig. Der Klub beendete die Saison auf dem 6. Platz. Die Türkiye Kupası endete für Galatasaray Istanbul im Achtelfinale. In der UEFA Champions League schieden die Gelb-Roten in der Gruppenphase aus und durften als Gruppendritte am UEFA-Pokal teilnehmen. Dort schied Galatasaray in der 3. Runde aus.

## Personalien

### Kader
| Nr.        | Nat.                           | Name              | Geburtsdatum  | im Verein seit | vorheriger Verein           |
| Torhüter   | Torhüter                       | Torhüter          | Torhüter      | Torhüter       | Torhüter                    |
| ---------- | ------------------------------ | ----------------- | ------------- | -------------- | --------------------------- |
| 01         | Kolumbien Libanon              | Faryd Mondragón   | 21. Juni 1971 | 2001           | FC Metz                     |
| 15         | Turkei Deutschland             | Aykut Erçetin     | 14. Sep. 1982 | 2002           | eigene Jugend               |
| 78         | Ghana Turkei                   | Richard Kingson   | 13. Juni 1978 | 2004           | Elazığspor                  |
| Abwehr     |                                |                   |               |                |                             |
| 02         | Turkei Deutschland             | Ömer Erdoğan      | 3. Mai 1977   | 2003           | Diyarbakırspor              |
| 03         | Turkei                         | Bülent Korkmaz    | 24. Nov. 1968 | 1987           | eigene Jugend               |
| 04         | Turkei                         | Orhan Ak          | 29. Sep. 1979 | 2003           | Kocaelispor                 |
| 23         | Turkei Niederlande             | Suat Usta         | 3. Aug. 1981  | 2003           | PSV Eindhoven (II)          |
| 29         | Brasilien Italien              | César Luís Prates | 8. Feb. 1975  | 2003           | Sporting Lissabon           |
| 36         | Turkei                         | Emrah Umut        | 14. Juni 1982 | 2004           | Karşıyaka SK                |
| 55         | Turkei                         | Sabri Sarıoğlu    | 26. Juli 1984 | 2001           | eigene Jugend               |
| 57         | Turkei                         | Hakan Ünsal       | 14. Mai 1973  | 2002           | Blackburn Rovers            |
| 67         | Turkei                         | Ergün Penbe       | 17. Mai 1972  | 1993           | Gençlerbirliği Ankara       |
| ##         | Turkei                         | Uğur Uçar         | 5. Apr. 1987  | 2004           | eigene Jugend               |
| Mittelfeld |                                |                   |               |                |                             |
| 08         | Brasilien Turkei               | João Batista      | 4. März 1975  | 2002           | Gaziantepspor               |
| 11         | Turkei                         | Hasan Şaş         | 1. Aug. 1976  | 1998           | MKE Ankaragücü              |
| 13         | Turkei                         | Eyüp Kaymakçı     | 23. Feb. 1977 | 2003           | eigene Jugend               |
| 18         | Turkei                         | Ayhan Akman       | 23. Feb. 1977 | 2001           | Beşiktaş Istanbul           |
| 19         | Turkei                         | Cihan Haspolatlı  | 4. Jan. 1980  | 2002           | Kocaelispor                 |
| 20         | Turkei Deutschland             | Volkan Arslan     | 29. Aug. 1978 | 2003           | Kocaelispor                 |
| 24         | Rumänien                       | Ovidiu Petre      | 22. März 1982 | 2003           | FC Național Bukarest        |
| 29         | Turkei                         | Mülayim Erdem     | 23. Feb. 1977 | 2003           | eigene Jugend               |
| 33         | Turkei England                 | Murat Erdoğan     | 1. Aug. 1976  | 2002           | Gaziantepspor               |
| ##         | Turkei                         | Cafercan Aksu     | 15. Jan. 1987 | 2003           | eigene Jugend               |
| Angriff    |                                |                   |               |                |                             |
| 06         | Turkei                         | Arif Erdem        | 2. Jan. 1972  | 2000           | Real Sociedad San Sebastián |
| 07         | Turkei Deutschland             | Berkant Göktan    | 12. Dez. 1980 | 2001           | FC Bayern München           |
| 09         | Turkei Deutschland             | Ümit Karan        | 1. Okt. 1976  | 2001           | Gençlerbirliği Ankara       |
| 10         | Turkei                         | Hakan Şükür       | 1. Sep. 1971  | 2003           | Blackburn Rovers            |
| 14         | Bosnien und Herzegowina Turkei | Elvir Baljić      | 8. Juli 1974  | 2002           | Real Madrid                 |
| 15         | Rumänien                       | Florin Bratu      | 2. Jan. 1980  | 2003           | Rapid Bukarest              |
| 25         | Turkei                         | Necati Ateş       | 3. Jan. 1980  | 2004           | Adanaspor                   |
| 30         | Turkei                         | Sedat Debreli     | 1. Jan. 1983  | 2002           | eigene Jugend               |

#### Transfers
| Zugänge | Abgänge |
| --- | --- |
| Sommer 2003 - Orhan Ak (Kocaelispor) - Frank de Boer (FC Barcelona) - Florin Bratu (Rapid Bukarest) - Abdullah Ercan (Fenerbahçe Istanbul) - Ömer Erdoğan (Diyarbakırspor) - Ovidiu Petre (FC Național Bukarest) - César Luís Prates (Sporting Lissabon) - Hakan Şükür (Blackburn Rovers) - Gabriel Tamaș (Dinamo Bukarest) - Suat Usta (PSV Eindhoven) Winter 2003/04 - Necati Ateş (Adanaspor) - Richard Kingson (Elazığspor) - Emrah Umut (Karşıyaka SK) | Sommer 2003 - Emre Aşık (Beşiktaş Istanbul) - Ümit Davala (Inter Mailand) w.a. - İlker Erbay (Elazığspor) a. - Volkan Glatt (Çaykur Rizespor) - Kerem İnan (Çaykur Rizespor) - Vedat İnceefe (Manisaspor) - Suat Kaya (Karriere beendet) - Fábio Pinto (Vereinslos) - Mehmet Polat (Gaziantepspor) w.a. - Haim Revivo (MS Aschdod) - Abel Xavier (FC Liverpool) w.a. Winter 2003/04 - Frank de Boer (Glasgow Rangers) - Mehmet Bölükbaşı (Istanbulspor) - İlker Erbay (Beylerbeyi SK) a. - Abdullah Ercan (Vereinslos) - Ali Lukunku (OSC Lille) a. - Gabriel Tamaș (Spartak Moskau) |

## Spielkleidung
| Heim | Auswärts | Ausweich | Ausweich |

- Ausrüster: Umbro
- Trikotsponsor: Aria

## Saison
Alle Ergebnisse aus Sicht von Galatasaray Istanbul.
Die Tabelle listet alle Süper-Lig-Spiele des Vereins der Saison 2003/04 auf. Siege sind grün, Unentschieden gelb und Niederlagen rot markiert.

### Süper Lig
| ST | Datum              | Gegner                | Ort                                | Ergebnis  | Tor(e) für Galatasaray Istanbul                                              | Karte(n) für Galatasaray Istanbul                                                      |
| -- | ------------------ | --------------------- | ---------------------------------- | --------- | ---------------------------------------------------------------------------- | -------------------------------------------------------------------------------------- |
| 01 | 9. August 2003     | Diyarbakırspor        | Atatürk-Olympiastadion, Istanbul 1 | 2:1 (0:1) | 1:1 Şükür (51.), 2:1 Şükür (74.)                                             | Şaş (38.), Mondragón (77.)                                                             |
| 02 | 17. August 2003    | Gaziantepspor         | Kamil Ocak Stadı, Gaziantep        | 2:1 (0:0) | 1:1 Şaş (75.), 2:1 Lukunku (84.)                                             | Korkmaz (28.), de Boer (48.), Şaş (59.), Haspolatlı (63.), Prates (67.), Korkmaz (64.) |
| 03 | 23. August 2003    | Bursaspor             | Atatürk Stadı, Bursa               | 2:2 (0:1) | 1:1 Fábio Pinto (47.), 2:2 Sarıoğlu (83.)                                    | Ünsal (44.)                                                                            |
| 04 | 31. August 2003    | Gençlerbirliği Ankara | Atatürk-Olympiastadion, Istanbul   | 2:1 (2:0) | 1:0 Sarıoğlu (26.), 2:0 Şükür (28.)                                          | keine                                                                                  |
| 05 | 13. September 2003 | Konyaspor             | Atatürk Stadyumu, Konya            | 0:1 (0:0) | keine                                                                        | Sarıoğlu (56.)                                                                         |
| 06 | 21. September 2003 | Fenerbahçe Istanbul   | Atatürk-Olympiastadion, Istanbul   | 2:2 (1:1) | 1:0 Arif Erdem (44.), 2:2 Şükür (50.)                                        | Baljić (44.)                                                                           |
| 07 | 26. September 2003 | Adanaspor             | 5 Ocak Stadı, Adana                | 2:0 (2:0) | 1:0 Arslan (2.), 2:0 Haspolatlı (34.)                                        | Şükür (75.)                                                                            |
| 08 | 4. Oktober 2003    | Akçaabat Sebatspor    | Atatürk-Olympiastadion, Istanbul   | 4:3 (1:0) | 1:0 de Boer (35.), 2:0 Arif Erdem (50.), 3:0 Bratu (53.), 4:2 Sarıoğlu (87.) | Korkmaz (62.)                                                                          |
| 09 | 17. Oktober 2003   | Çaykur Rizespor       | Atatürk Stadı, Rize                | 1:0 (1:0) | 1:0 Şükür (12. Foulelfmeter)                                                 | Ak (80.)                                                                               |
| 10 | 25. Oktober 2003   | Samsunspor            | Atatürk-Olympiastadion, Istanbul   | 1:0 (0:0) | 1:0 Şükür (62.)                                                              | Korkmaz (21.), Akman (41.), Şaş (89.)                                                  |
| 11 | 31. Oktober 2003   | Beşiktaş Istanbul     | İnönü Stadı, Istanbul              | 0:0       | keine                                                                        | Şükür (33.), Akman (43.), Haspolatlı (89.)                                             |
| 12 | 9. November 2003   | MKE Ankaragücü        | Atatürk-Olympiastadion, Istanbul   | 2:1 (1:1) | 1:1 Bratu (18.), 2:1 Haspolatlı (56.)                                        | Bratu (19.)                                                                            |
| 13 | 22. November 2003  | Denizlispor           | Atatürk Stadı, Denizli             | 1:2 (1:1) | 0:1 Bratu (19.)                                                              | Akman (66.), de Boer (78.), Mondragón (72.)                                            |
| 14 | 28. November 2003  | Malatyaspor           | Atatürk-Olympiastadion, Istanbul   | 2:2 (1:0) | 1:0 Prates (31.), 2:0 Prates (65.)                                           | Akman (82.)                                                                            |
| 15 | 6. Dezember 2003   | İstanbulspor          | Mimar Yahya Baş Stadı, Istanbul    | 1:3 (0:1) | 1:2 Şükür (70.)                                                              | Tamaș (61.), Karan (83.), Şaş (88.)                                                    |
| 16 | 14. Dezember 2003  | Trabzonspor           | Atatürk-Olympiastadion, Istanbul   | 1:2 (0:2) | 1:2 Prates (62.)                                                             | Mondragón (31.), Petre (44.), de Boer (81.)                                            |
| 17 | 20. Dezember 2003  | Elazığspor            | Atatürk Stadı, Elazığ              | 2:2 (2:1) | 1:0 João Batista (25.), 2:1 Bratu (45.)                                      | Ömer Erdoğan (90.)                                                                     |
| 18 | 23. Januar 2004    | Diyarbakırspor        | Atatürk Stadı, Diyarbakır          | 0:0       | keine                                                                        | Karan (87.)                                                                            |
| 19 | 31. Januar 2004    | Gaziantepspor         | Atatürk-Olympiastadion, Istanbul   | 3:0 (1:0) | 1:0 Ak (14.), 2:0 Şükür (70.), 3:0 Şükür (82.)                               | keine                                                                                  |
| 20 | 8. Februar 2004    | Bursaspor             | Atatürk-Olympiastadion, Istanbul   | 0:0       | keine                                                                        | Ömer Erdoğan (59.)                                                                     |
| 21 | 15. Februar 2004   | Gençlerbirliği Ankara | 19 Mayıs Stadı, Ankara             | 2:2 (1:2) | 1:0 Murat Erdoğan (7.), 2:2 Bratu (80.)                                      | Ak (89.)                                                                               |
| 22 | 21. Februar 2004   | Konyaspor             | Atatürk-Olympiastadion, Istanbul   | 2:1 (1:0) | 1:0 Ateş (23.), 2:0 Prates (70.)                                             | Murat Erdoğan (30.), Petre (89.)                                                       |
| 23 | 29. Februar 2004   | Fenerbahçe Istanbul   | Şükrü Saracoğlu Stadı, Istanbul    | 1:2 (1:1) | 1:1 Ömer Erdoğan (28.)                                                       | Arslan (88.), João Batista (89.)                                                       |
| 24 | 7. März 2004       | Adanaspor             | Atatürk-Olympiastadion, Istanbul   | 3:2 (1:1) | 1:1 Ateş (40.), 2:1 Şükür (67.), 3:1 Şaş (75.)                               | Ateş (43.), Ömer Erdoğan (84.)                                                         |
| 25 | 13. März 2004      | Akçaabat Sebatspor    | Fatih Stadion, Akçaabat            | 1:2 (1:0) | 1:0 Şükür (14.)                                                              | Ak (56.)                                                                               |
| 26 | 20. März 2004      | Çaykur Rizespor       | Atatürk-Olympiastadion, Istanbul   | 1:2 (1:2) | 1:1 Şükür (33. Foulelfmeter)                                                 | João Batista (47.), Prates (57.)                                                       |
| 27 | 26. März 2004      | Samsunspor            | 19 Mayıs Stadı, Samsun             | 0:1 (0:0) | keine                                                                        | Sarıoğlu (39.), Şükür (86.), Mondragón (86.), Şükür (86.)                              |
| 28 | 4. April 2004      | Beşiktaş Istanbul     | Atatürk-Olympiastadion, Istanbul   | 1:2 (1:0) | 1:0 Ak (31.)                                                                 | Ateş (38.), Akman (55.), Şaş (56.), Korkmaz (87.)                                      |
| 29 | 10. April 2004     | MKE Ankaragücü        | 19 Mayıs Stadı, Ankara             | 0:1 (0:0) | keine                                                                        | Şükür (65.) Mondragón (77.), Akman (82.)                                               |
| 30 | 16. April 2004     | Denizlispor           | Atatürk-Olympiastadion, Istanbul   | 4:3 (3:3) | 1:1 Ateş (17.), 2:2 Ateş (28.), 3:2 Sarıoğlu (30.), 4:3 Ateş (81.)           | Şaş (41.), Sarıoğlu (45.)                                                              |
| 31 | 23. April 2004     | Malatyaspor           | İnönü Stadı, Malatya               | 2:1 (0:0) | 1:0 Karan (65.), 2:1 Erdem (85. Foulelfmeter)                                | Ak (52.), Ünsal (69.), Murat Erdoğan (87.), Şaş (90.)                                  |
| 32 | 2. Mai 2004        | İstanbulspor          | Atatürk-Olympiastadion, Istanbul   | 2:2 (1:1) | 1:1 Akman (35.), 2:1 Ateş (57.)                                              | Sarıoğlu (34.), Petre (48.)                                                            |
| 33 | 9. Mai 2004        | Trabzonspor           | Hüseyin Avni Aker Stadı, Trabzon   | 4:2 (2:0) | 1:0 Ateş (37.), 2:0 Usta (45.), 3:0 Ateş (53.), 4:1 Murat Erdoğan (72.)      | Petre (58.), Erçetin (83.), Petre (82.)                                                |
| 34 | 15. Mai 2004       | Elazığspor            | Atatürk-Olympiastadion, Istanbul   | 3:1 (1:1) | 1:0 Bratu (22.), 2:1 Ömer Erdoğan (60.), 3:1 Ateş (67.)                      | keine                                                                                  |

### Türkiye Kupası
| Runde         | Datum             | Gegner           | Ort                              | Ergebnis  | Tor(e) für Galatasaray Istanbul                                                  | Karte(n) für Galatasaray Istanbul |
| ------------- | ----------------- | ---------------- | -------------------------------- | --------- | -------------------------------------------------------------------------------- | --------------------------------- |
| 2. Hauptrunde | 17. Dezember 2003 | Türk Telekomspor | Atatürk Stadı, Bursa 2           | 3:1 (2:0) | 1:0 Penbe (13.), 2:0 Karan (18. Handelfmeter), 3:1 Prates (67.), 4:1 Bratu (73.) | keine                             |
| Achtelfinale  | 28. Januar 2004   | Çaykur Rizespor  | Atatürk-Olympiastadion, Istanbul | 0:5 (0:1) | keine                                                                            | Mondragón (15.)                   |

### UEFA Champions League
| Runde                            | Datum              | Gegner                      | Ort                              | Ergebnis  | Tor(e) für Galatasaray Istanbul                       | Karte(n) für Galatasaray Istanbul                         |
| -------------------------------- | ------------------ | --------------------------- | -------------------------------- | --------- | ----------------------------------------------------- | --------------------------------------------------------- |
| 3. Qualifikationsrunde-Hinspiel  | 13. August 2003    | ZSKA Sofia                  | Atatürk-Olympiastadion, Istanbul | 3:0 (3:0) | 1:0 Şaş (3.), 2:0 Şükür (6.), 3:0 Erdem (37.)         | Ünsal (8.), Arslan (49.)                                  |
| 3. Qualifikationsrunde-Rückspiel | 27. August 2003    | ZSKA Sofia                  | Balgarska-Armija-Stadion, Sofia  | 3:0 (1:0) | 1:0 Prates (28.), 2:0 Sarıoğlu (53.), 3:0 Erdem (86.) | Mondragón (61.), João Batista (68.)                       |
| Gruppenphase                     | 18. September 2003 | Juventus Turin              | Olympiastadion, Turin            | 1:2 (1:1) | 1:1 Şükür (18.)                                       | Sarıoğlu (86.)                                            |
| Gruppenphase                     | 30. September 2003 | Real Sociedad San Sebastián | Atatürk-Olympiastadion, Istanbul | 1:2 (0:1) | 1:1 Şükür (60.)                                       | Haspolatlı (15.), Tamaș (31.), Akman (72.), Şaş (82.)     |
| Gruppenphase                     | 21. Oktober 2003   | Olympiakos Piräus           | Atatürk-Olympiastadion, Istanbul | 1:0 (1:0) | 1:0 Haspolatlı (9.)                                   | Akman (34.), Prates (44.), Şükür (90.)                    |
| Gruppenphase                     | 5. November 2003   | Olympiakos Piräus           | Karaiskakis-Stadion, Piräus      | 0:3 (0:2) | keine                                                 | Şaş (44.), Korkmaz (73.), Mondragón (90.+1'), Akman (88.) |
| Gruppenphase                     | 2. Dezember 2003   | Juventus Turin              | Westfalenstadion, Dortmund 3     | 2:0 (0:0) | 1:0 Şükür (47.), 2:0 Şükür (90.+4')                   | Petre (51.), Şaş (90.)                                    |
| Gruppenphase                     | 10. Dezember 2003  | Real Sociedad San Sebastián | Estadio Anoeta, San Sebastián    | 1:1 (1:0) | 1:0 Şükür (26.)                                       | Göktan (54.), Ünsal (65.)                                 |

### UEFA-Pokal
| Runde              | Datum            | Gegner        | Ort                                | Ergebnis  | Tor(e) für Galatasaray Istanbul           | Karte(n) für Galatasaray Istanbul                                         |
| ------------------ | ---------------- | ------------- | ---------------------------------- | --------- | ----------------------------------------- | ------------------------------------------------------------------------- |
| 3. Runde-Hinspiel  | 26. Februar 2004 | FC Villarreal | Atatürk-Olympiastadion, Istanbul   | 2:2 (1:2) | 1:2 Murat Erdoğan (26.), 2:2 Prates (51.) | Sarıoğlu (36.), Karan (40.), Akman (80.)                                  |
| 3. Runde-Rückspiel | 3. März 2004     | FC Villarreal | Estadio de la Cerámica, Villarreal | 0:3 (0:0) | keine                                     | Murat Erdoğan (35.), Usta (37.), Şükür (41.), Petre (68.), Sarıoğlu (72.) |

## Statistiken

### Teamstatistik
| Wettbewerb            | Punkte | daheim | daheim | daheim | daheim | daheim | auswärts | auswärts | auswärts | auswärts | auswärts | Gesamt | Gesamt | Gesamt | Gesamt | Gesamt | Tordifferenz |
| Wettbewerb            | Punkte | Sp     | S      | U      | N      | TV     | Sp       | S        | U        | N        | TV       | Sp     | S      | U      | N      | TV     | Tordifferenz |
| --------------------- | ------ | ------ | ------ | ------ | ------ | ------ | -------- | -------- | -------- | -------- | -------- | ------ | ------ | ------ | ------ | ------ | ------------ |
| Süper Lig             | 54     | 17     | 10     | 4      | 3      | 35:25  | 17       | 5        | 5        | 7        | 21:22    | 34     | 15     | 9      | 10     | 56:47  | +9           |
| Türkiye Kupası        | –      | 2      | 1      | 0      | 1      | 4:6    | 0        | 0        | 0        | 0        | 0:0      | 2      | 1      | 0      | 1      | 4:6    | −2           |
| UEFA Champions League | –      | 4      | 3      | 0      | 1      | 7:2    | 4        | 1        | 1        | 2        | 5:7      | 8      | 4      | 1      | 3      | 12:9   | +3           |
| UEFA-Pokal            | –      | 1      | 0      | 1      | 0      | 2:2    | 1        | 0        | 0        | 1        | 0:3      | 2      | 0      | 1      | 1      | 2:5    | −3           |
| Gesamt                | 54     | 24     | 14     | 5      | 5      | 48:35  | 22       | 6        | 6        | 10       | 26:32    | 46     | 20     | 11     | 15     | 74:67  | +7           |

### Saisonverlauf
| Spieltag | 1 | 2 | 3 | 4 | 5 | 6 | 7 | 8 | 9 | 10 | 11 | 12 | 13 | 14 | 15 | 16 | 17 | 18 | 19 | 20 | 21 | 22 | 23 | 24 | 25 | 26 | 27 | 28 | 29 | 30 | 31 | 32 | 33 | 34 |
| -------- | - | - | - | - | - | - | - | - | - | -- | -- | -- | -- | -- | -- | -- | -- | -- | -- | -- | -- | -- | -- | -- | -- | -- | -- | -- | -- | -- | -- | -- | -- | -- |
| Spielort | H | A | A | H | A | H | A | H | A | H  | A  | H  | A  | H  | A  | H  | A  | A  | H  | H  | A  | H  | A  | H  | A  | H  | A  | H  | A  | H  | A  | H  | A  | H  |
| Resultat | S | S | U | S | N | U | S | S | S | S  | U  | S  | N  | U  | N  | N  | U  | U  | S  | U  | U  | S  | N  | S  | N  | N  | N  | N  | N  | S  | S  | U  | S  | S  |
| Platz    | 5 | 4 | 3 | 3 | 5 | 6 | 4 | 3 | 3 | 3  | 3  | 3  | 4  | 4  | 5  | 5  | 5  | 6  | 5  | 5  | 5  | 4  | 5  | 5  | 6  | 6  | 6  | 6  | 6  | 6  | 6  | 6  | 6  | 6  |

Quelle: https://www.weltfussball.de/spielplan/tur-sueperlig-2003-2004
Legende: Spielort: H = Heim; A = Auswärts. Resultat: S = Sieg; U = Unentschieden; N = Niederlage

### Spielerstatistiken
| Spieler           | Süper Lig | Süper Lig | Süper Lig   | Süper Lig  | Türkiye Kupası | Türkiye Kupası | Türkiye Kupası | Türkiye Kupası | UEFA Champions League | UEFA Champions League | UEFA Champions League | UEFA Champions League | UEFA-Pokal | UEFA-Pokal | UEFA-Pokal  | UEFA-Pokal | Total    | Total | Total       | Total      |
| Spieler           | Einsätze  | Tore      | Gelbe Karte | Rote Karte | Einsätze       | Tore           | Gelbe Karte    | Rote Karte     | Einsätze              | Tore                  | Gelbe Karte           | Rote Karte            | Einsätze   | Tore       | Gelbe Karte | Rote Karte | Einsätze | Tore  | Gelbe Karte | Rote Karte |
| ----------------- | --------- | --------- | ----------- | ---------- | -------------- | -------------- | -------------- | -------------- | --------------------- | --------------------- | --------------------- | --------------------- | ---------- | ---------- | ----------- | ---------- | -------- | ----- | ----------- | ---------- |
| Orhan Ak          | 20        | 2         | 4           | 0          | 1              | 0              | 0              | 0              | 3                     | 0                     | 0                     | 0                     | 2          | 0          | 0           | 0          | 26       | 2     | 4           | 0          |
| Ayhan Akman       | 23        | 1         | 5           | 1          | 2              | 0              | 0              | 0              | 4                     | 0                     | 2                     | 1                     | 1          | 0          | 1           | 0          | 30       | 1     | 8           | 2          |
| Cafercan Aksu     | 1         | 0         | 0           | 0          | 0              | 0              | 0              | 0              | 0                     | 0                     | 0                     | 0                     | 0          | 0          | 0           | 0          | 1        | 0     | 0           | 0          |
| Volkan Arslan     | 9         | 1         | 0           | 1          | 2              | 0              | 0              | 0              | 1                     | 0                     | 0                     | 0                     | 1          | 0          | 0           | 0          | 13       | 1     | 0           | 1          |
| Necati Ateş       | 14        | 9         | 2           | 0          | 0              | 0              | 0              | 0              | 0                     | 0                     | 0                     | 0                     | 2          | 0          | 0           | 0          | 16       | 9     | 2           | 0          |
| Elvir Baljić      | 8         | 0         | 1           | 0          | 0              | 0              | 0              | 0              | 2                     | 0                     | 0                     | 0                     | 0          | 0          | 0           | 0          | 10       | 0     | 1           | 0          |
| Mehmet Bölükbaşı  | 0         | 0         | 0           | 0          | 1              | 0              | 0              | 0              | 0                     | 0                     | 0                     | 0                     | 0          | 0          | 0           | 0          | 1        | 0     | 0           | 0          |
| Florin Bratu      | 25        | 6         | 1           | 0          | 2              | 1              | 0              | 0              | 0                     | 0                     | 0                     | 0                     | 0          | 0          | 0           | 0          | 27       | 7     | 1           | 0          |
| Frank de Boer     | 15        | 1         | 2           | 1          | 0              | 0              | 0              | 0              | 8                     | 0                     | 0                     | 0                     | 0          | 0          | 0           | 0          | 23       | 1     | 2           | 1          |
| Sedat Debreli     | 0         | 0         | 0           | 0          | 0              | 0              | 0              | 0              | 0                     | 0                     | 0                     | 0                     | 0          | 0          | 0           | 0          | 0        | 0     | 0           | 0          |
| Abdullah Ercan    | 7         | 0         | 0           | 0          | 0              | 0              | 0              | 0              | 0                     | 0                     | 0                     | 0                     | 0          | 0          | 0           | 0          | 7        | 0     | 0           | 0          |
| Aykut Erçetin     | 7         | 0         | 1           | 0          | 1              | 0              | 0              | 0              | 0                     | 0                     | 0                     | 0                     | 0          | 0          | 0           | 0          | 8        | 0     | 1           | 0          |
| Arif Erdem        | 15        | 3         | 0           | 0          | 0              | 0              | 0              | 0              | 6                     | 2                     | 0                     | 0                     | 0          | 0          | 0           | 0          | 21       | 5     | 0           | 0          |
| Mülayim Erdem     | 1         | 0         | 0           | 0          | 0              | 0              | 0              | 0              | 0                     | 0                     | 0                     | 0                     | 0          | 0          | 0           | 0          | 1        | 0     | 0           | 0          |
| Murat Erdoğan     | 10        | 2         | 2           | 0          | 0              | 0              | 0              | 0              | 1                     | 0                     | 0                     | 0                     | 2          | 1          | 1           | 0          | 13       | 3     | 3           | 0          |
| Ömer Erdoğan      | 16        | 2         | 2           | 1          | 2              | 0              | 0              | 0              | 0                     | 0                     | 0                     | 0                     | 2          | 0          | 0           | 0          | 20       | 2     | 2           | 1          |
| Berkant Göktan    | 9         | 0         | 0           | 0          | 1              | 0              | 0              | 0              | 3                     | 0                     | 1                     | 0                     | 0          | 0          | 0           | 0          | 13       | 0     | 1           | 0          |
| Cihan Haspolatlı  | 23        | 2         | 2           | 0          | 0              | 0              | 0              | 0              | 6                     | 1                     | 1                     | 0                     | 0          | 0          | 0           | 0          | 29       | 3     | 3           | 0          |
| João Batista      | 16        | 1         | 2           | 0          | 2              | 0              | 0              | 0              | 5                     | 0                     | 0                     | 0                     | 2          | 0          | 0           | 0          | 25       | 1     | 2           | 0          |
| Ümit Karan        | 8         | 1         | 2           | 0          | 2              | 1              | 0              | 0              | 2                     | 0                     | 0                     | 0                     | 2          | 0          | 2           | 0          | 14       | 2     | 4           | 0          |
| Eyüp Kaymakçı     | 1         | 0         | 0           | 0          | 0              | 0              | 0              | 0              | 0                     | 0                     | 0                     | 0                     | 0          | 0          | 0           | 0          | 1        | 0     | 0           | 0          |
| Richard Kingson   | 1         | 0         | 0           | 0          | 0              | 0              | 0              | 0              | 0                     | 0                     | 0                     | 0                     | 0          | 0          | 0           | 0          | 1        | 0     | 0           | 0          |
| Bülent Korkmaz    | 23        | 0         | 4           | 1          | 0              | 0              | 0              | 0              | 8                     | 0                     | 1                     | 0                     | 0          | 0          | 0           | 0          | 31       | 0     | 5           | 1          |
| Ali Lukunku       | 1         | 1         | 0           | 0          | 0              | 0              | 0              | 0              | 1                     | 0                     | 0                     | 0                     | 0          | 0          | 0           | 0          | 2        | 1     | 0           | 0          |
| Faryd Mondragón   | 27        | 0         | 4           | 1          | 1              | 0              | 0              | 1              | 8                     | 0                     | 2                     | 0                     | 2          | 0          | 0           | 0          | 38       | 0     | 6           | 2          |
| Ergün Penbe       | 24        | 0         | 0           | 0          | 2              | 1              | 0              | 0              | 8                     | 0                     | 0                     | 0                     | 2          | 0          | 0           | 0          | 36       | 1     | 0           | 0          |
| Ovidiu Petre      | 22        | 1         | 4           | 1          | 2              | 0              | 0              | 0              | 4                     | 0                     | 1                     | 0                     | 2          | 0          | 1           | 0          | 30       | 1     | 6           | 1          |
| Fábio Pinto       | 2         | 1         | 0           | 0          | 0              | 0              | 0              | 0              | 1                     | 0                     | 0                     | 0                     | 0          | 0          | 0           | 0          | 3        | 1     | 0           | 0          |
| César Luís Prates | 28        | 3         | 2           | 0          | 1              | 1              | 0              | 0              | 7                     | 1                     | 1                     | 0                     | 2          | 1          | 0           | 0          | 38       | 6     | 3           | 0          |
| Sabri Sarıoğlu    | 31        | 4         | 4           | 0          | 2              | 0              | 0              | 0              | 7                     | 1                     | 1                     | 0                     | 2          | 0          | 2           | 0          | 42       | 5     | 7           | 0          |
| Hasan Şaş         | 22        | 2         | 7           | 0          | 1              | 0              | 0              | 0              | 7                     | 1                     | 2                     | 1                     | 2          | 0          | 0           | 0          | 32       | 3     | 9           | 1          |
| Hakan Şükür       | 29        | 12        | 4           | 1          | 1              | 0              | 0              | 0              | 8                     | 6                     | 1                     | 0                     | 1          | 0          | 1           | 0          | 39       | 18    | 6           | 1          |
| Gabriel Tamaș     | 6         | 0         | 1           | 0          | 2              | 0              | 0              | 0              | 5                     | 0                     | 1                     | 0                     | 0          | 0          | 0           | 0          | 13       | 0     | 2           | 0          |
| Uğur Uçar         | 1         | 0         | 0           | 0          | 0              | 0              | 0              | 0              | 0                     | 0                     | 0                     | 0                     | 0          | 0          | 0           | 0          | 1        | 0     | 0           | 0          |
| Emrah Umut        | 4         | 0         | 0           | 0          | 0              | 0              | 0              | 0              | 0                     | 0                     | 0                     | 0                     | 0          | 0          | 0           | 0          | 4        | 0     | 0           | 0          |
| Hakan Ünsal       | 14        | 0         | 2           | 0          | 0              | 0              | 0              | 0              | 6                     | 0                     | 2                     | 0                     | 0          | 0          | 0           | 0          | 20       | 0     | 4           | 0          |
| Suat Usta         | 10        | 1         | 0           | 0          | 0              | 0              | 0              | 0              | 1                     | 0                     | 0                     | 0                     | 1          | 0          | 1           | 0          | 12       | 1     | 1           | 0          |